# 阮诗玮
阮诗玮（1960年3月—），男，汉族，福建周宁人，中华人民共和国政治人物，福建省政协副主席，中国民主同盟中央委员会常务委员，第十三届全国政协委员。